# San Antonio Puhá
San Antonio Puhá es una localidad del estado de Yucatán, México, comisaría del municipio de Cacalchén. Anteriormente se llamó Puá y San Antonio Puá.

## Toponimia
El nombre (San Antonio Puhá) hace referencia a Antonio de Padua y Puhá proviene del idioma maya.

## Importancia histórica
Tuvo su esplendor durante la época del auge henequenero y emitió fichas de hacienda las cuales por su diseño son de interés para los numismáticos. Dichas fichas acreditan la hacienda como propiedad de Pascual Gamboa Rivero en 1910.

## Demografía
Según el censo de 2005 realizado por el INEGI, la población de la localidad era de 0.
| 91                          | 87 | 77 | 145 | 66 | 52 | 56 | ? | ? | 0 | 0 | 0 | 0 |
| (Fuente: INEGI [Consultar]) |    |    |     |    |    |    |   |   |   |   |   |   |

## Galería

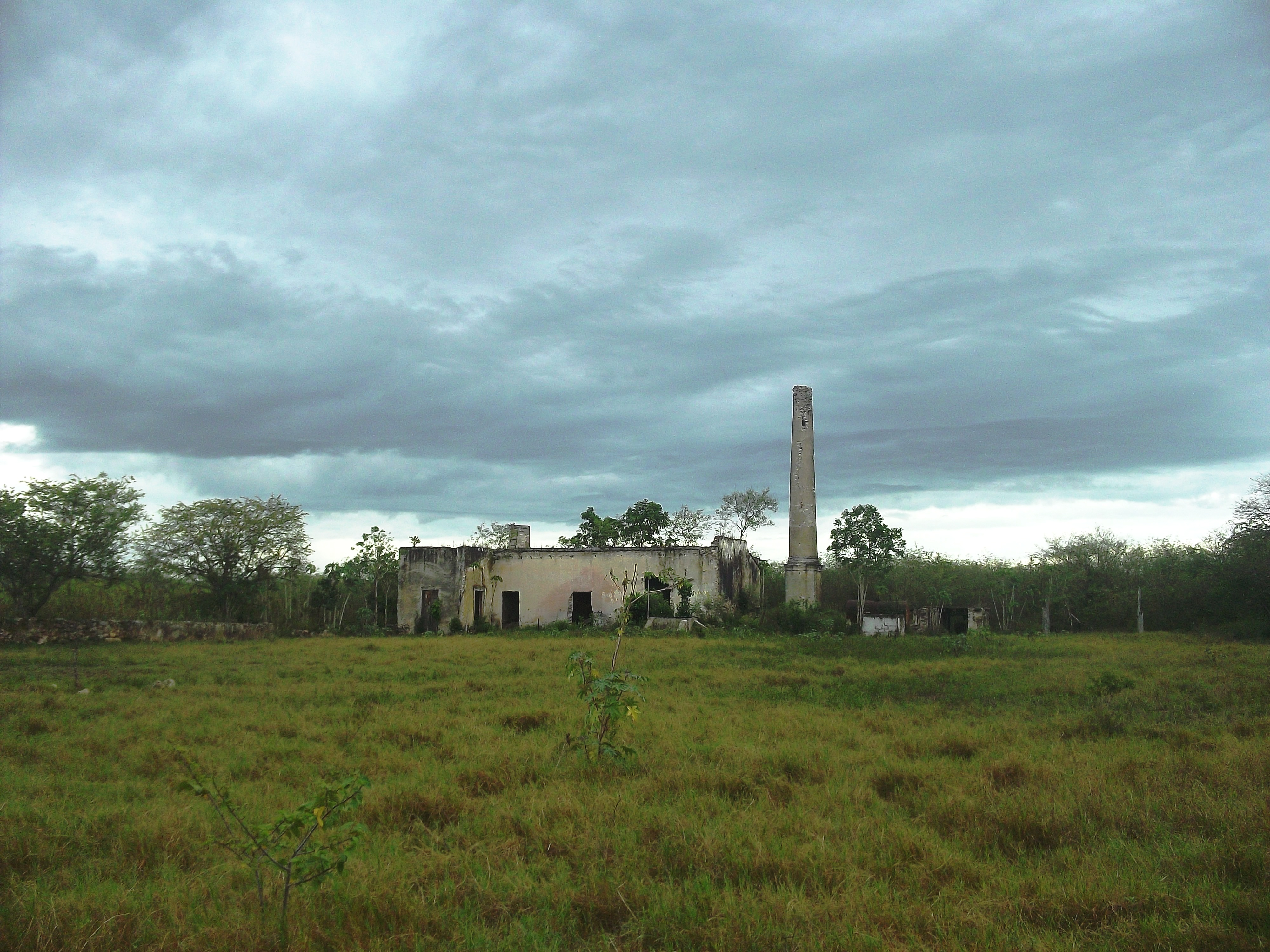
Hacienda de San Antonio Puhá.
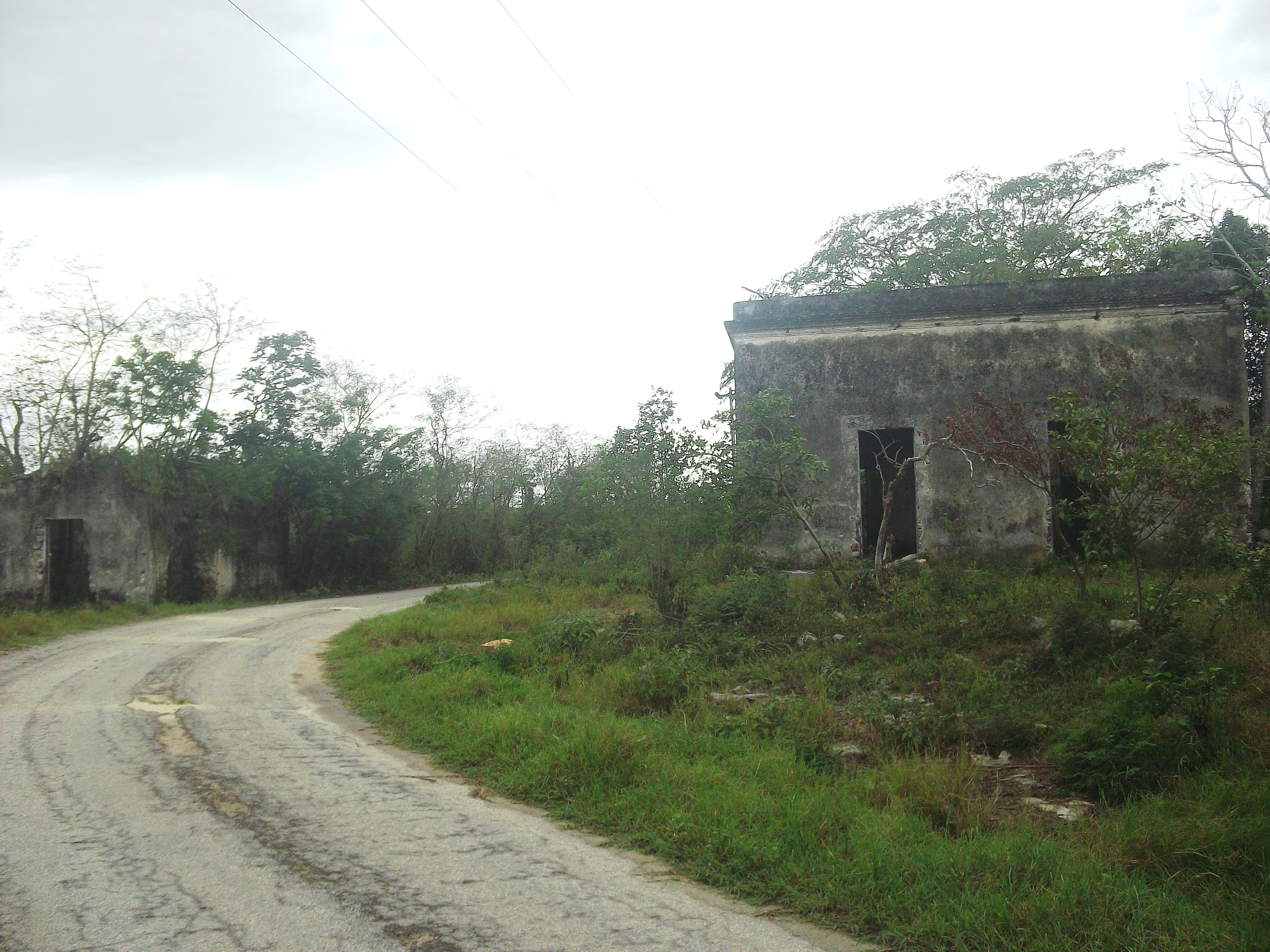
Hacienda de San Antonio Puhá.
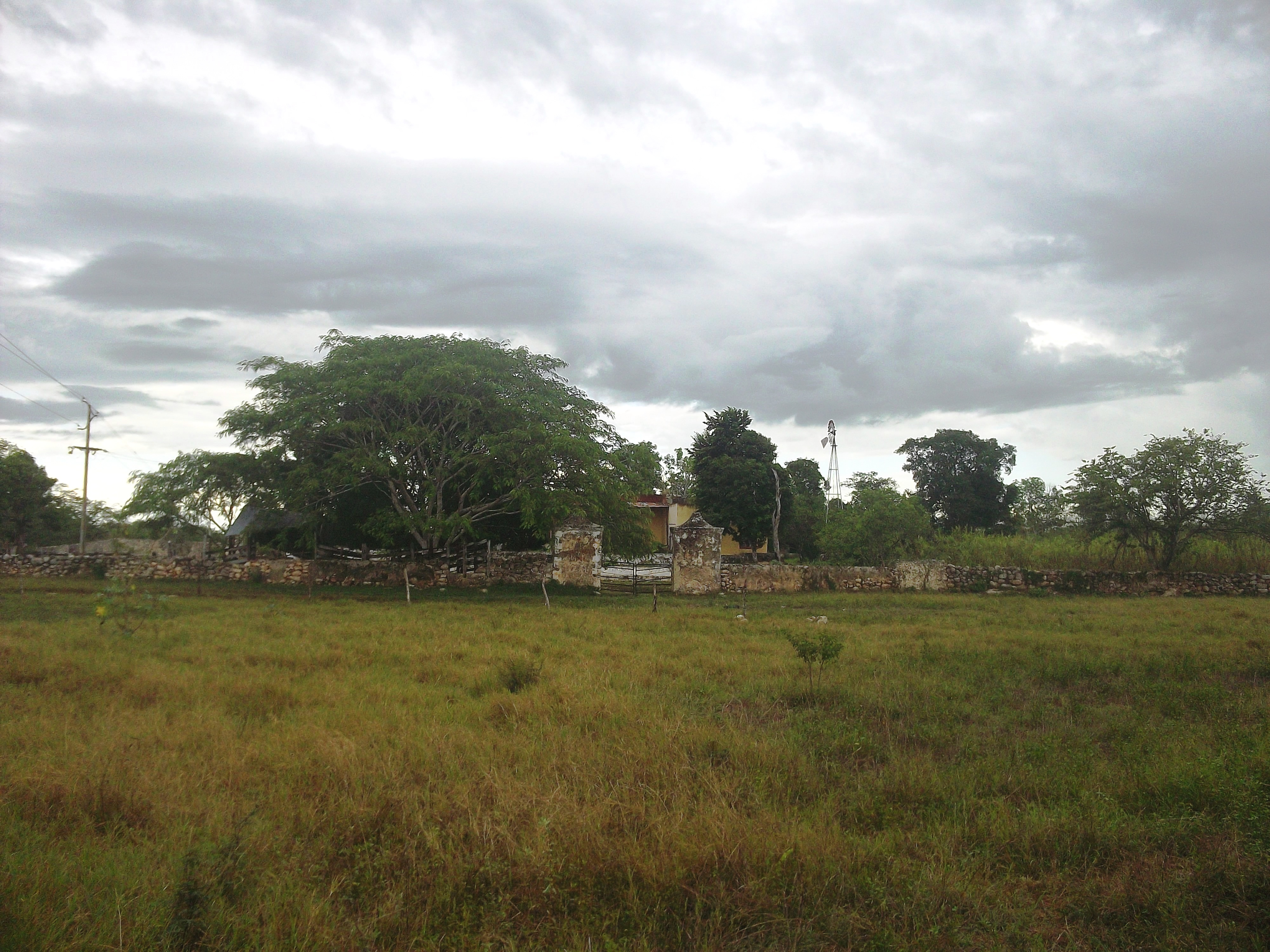
Hacienda de San Antonio Puhá.
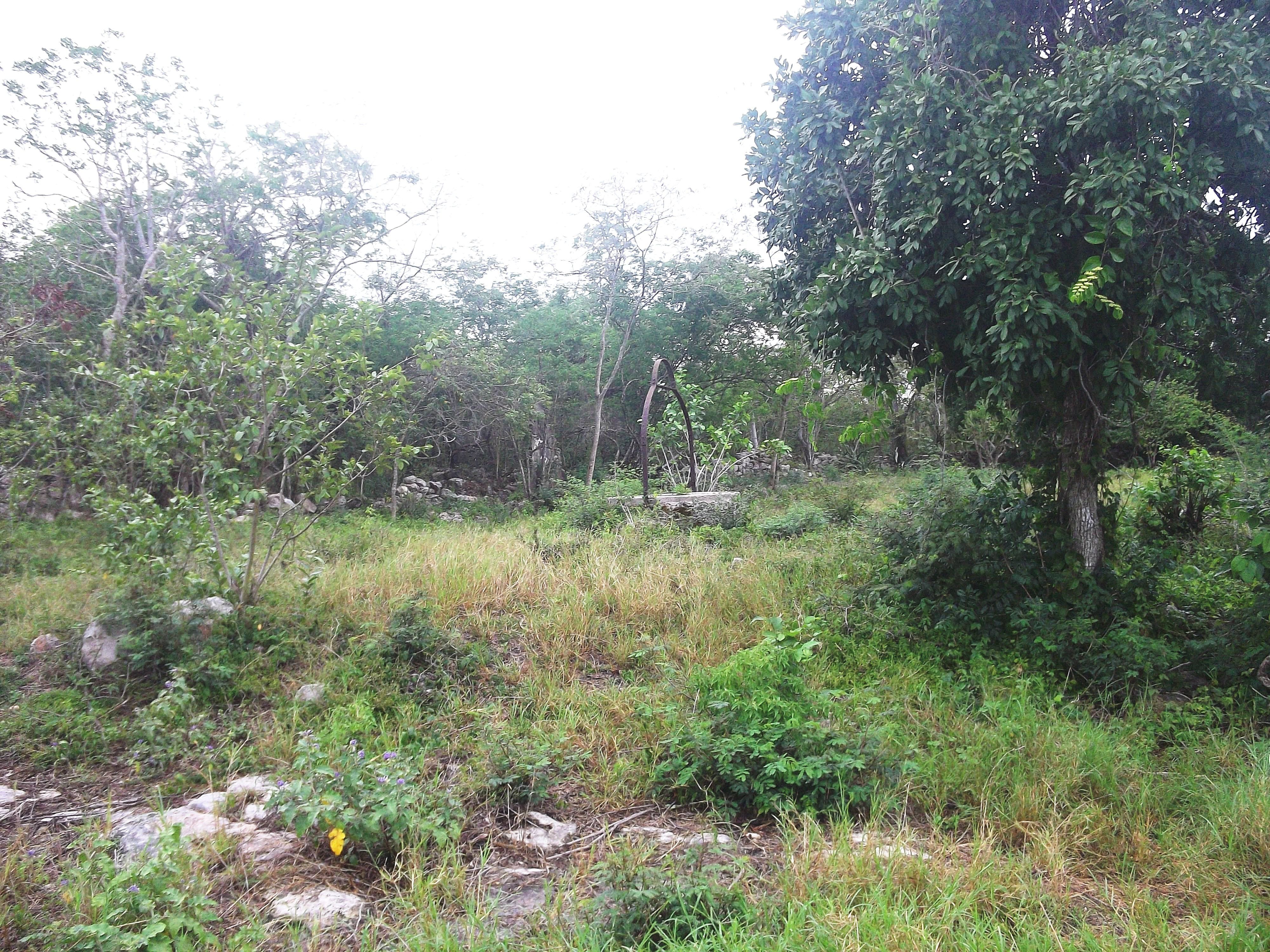
Hacienda de San Antonio Puhá.
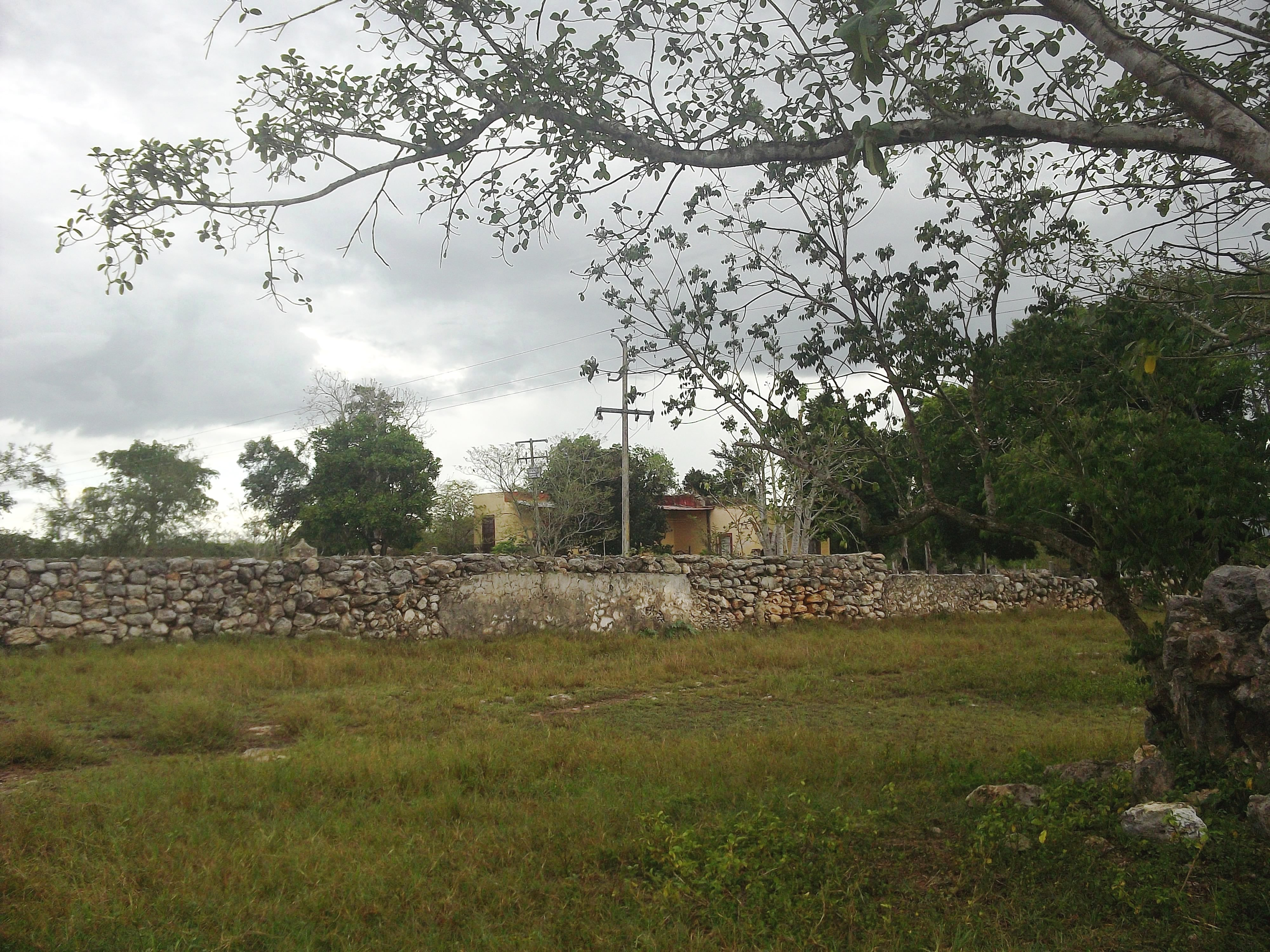
Hacienda de San Antonio Puhá.
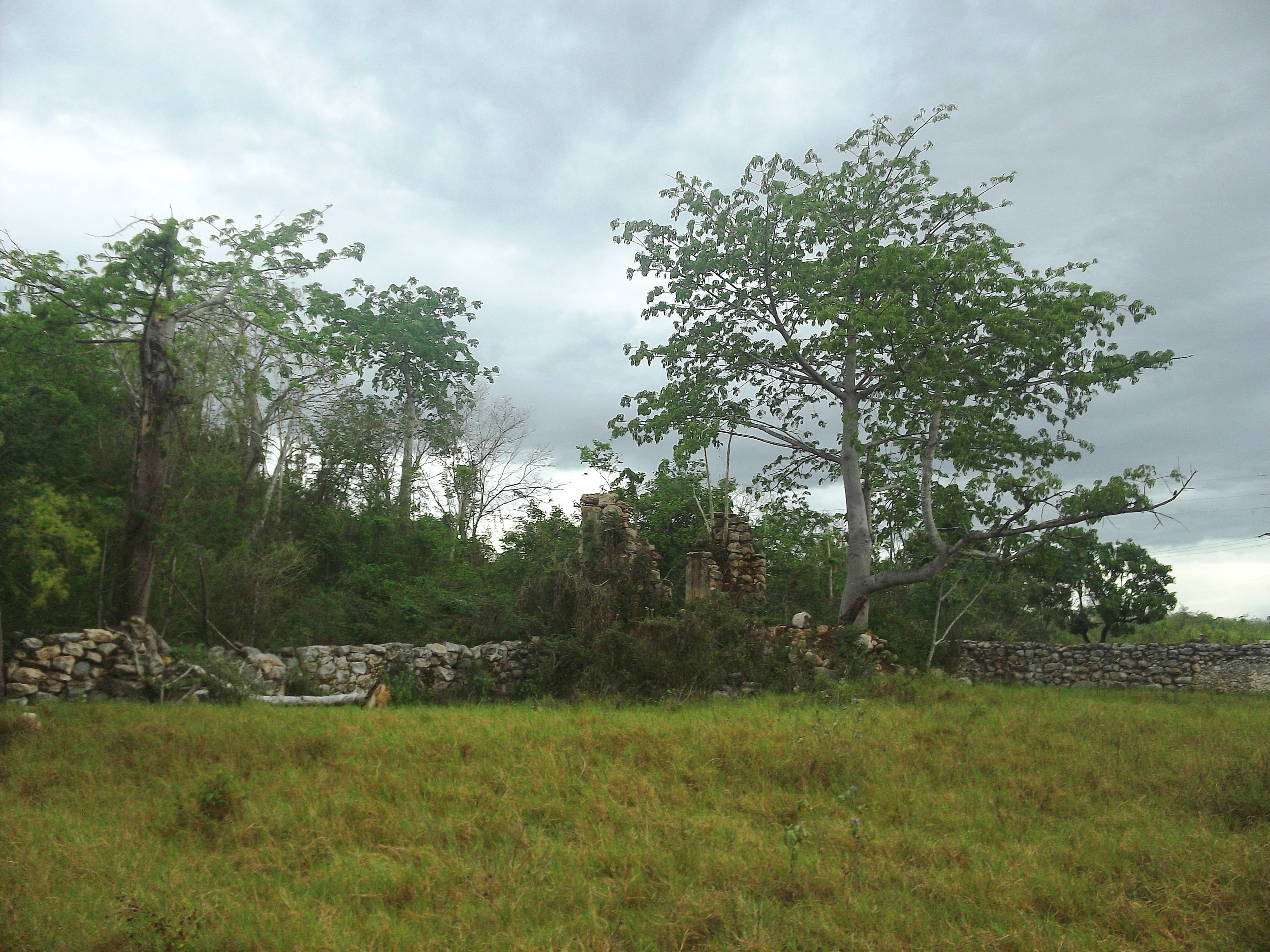
Hacienda de San Antonio Puhá.
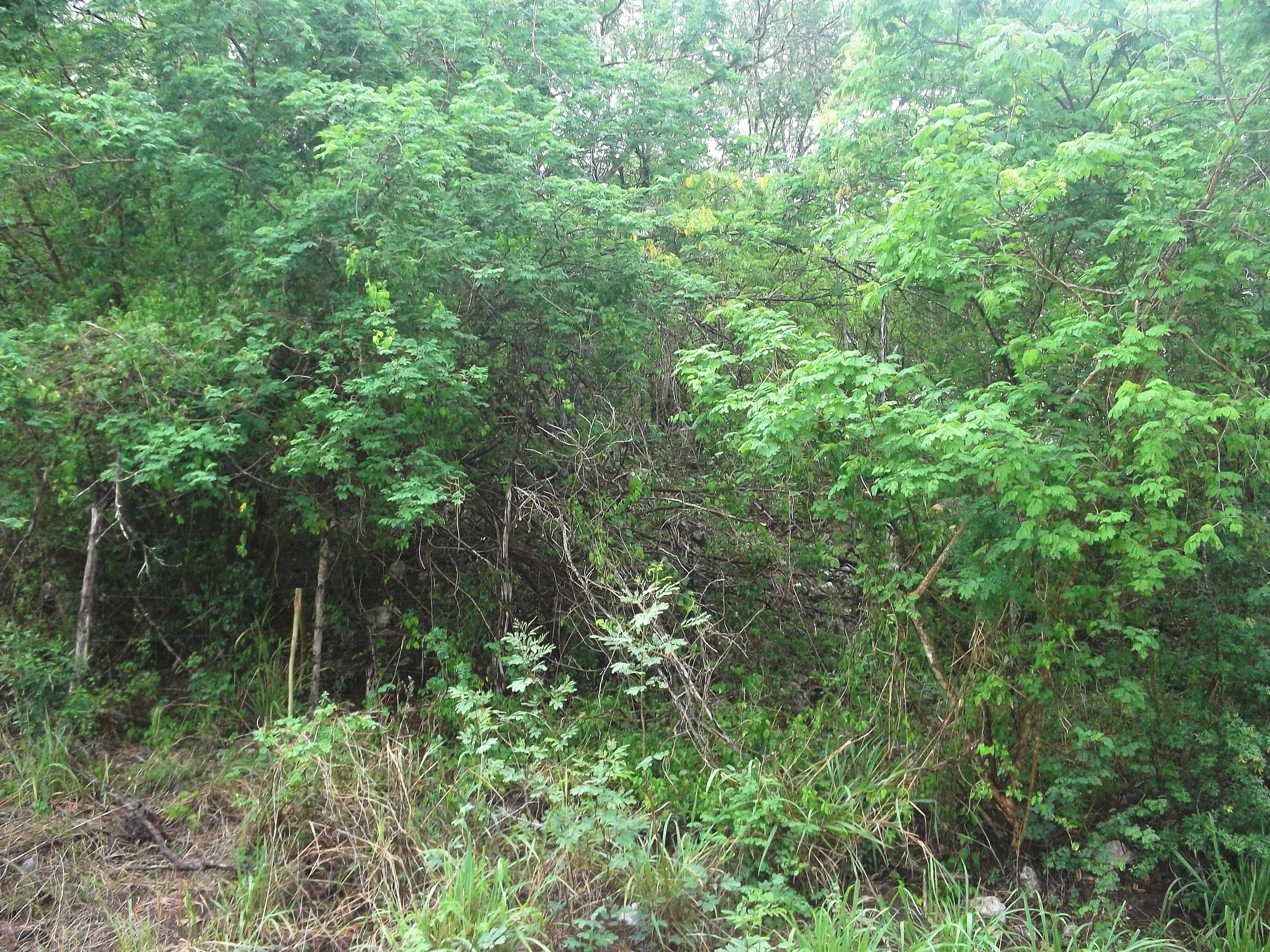
Hacienda de San Antonio Puhá.
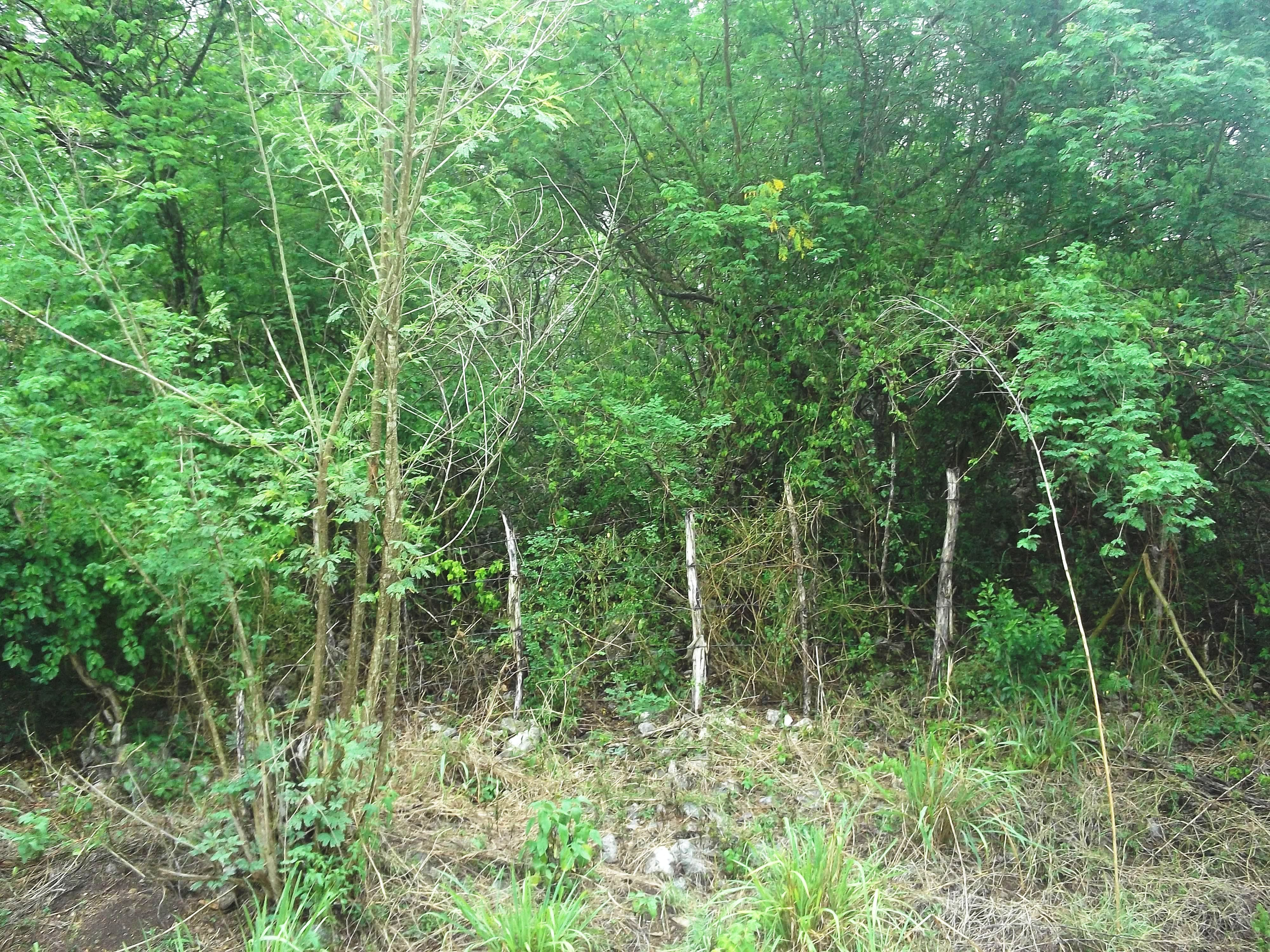
Hacienda de San Antonio Puhá.
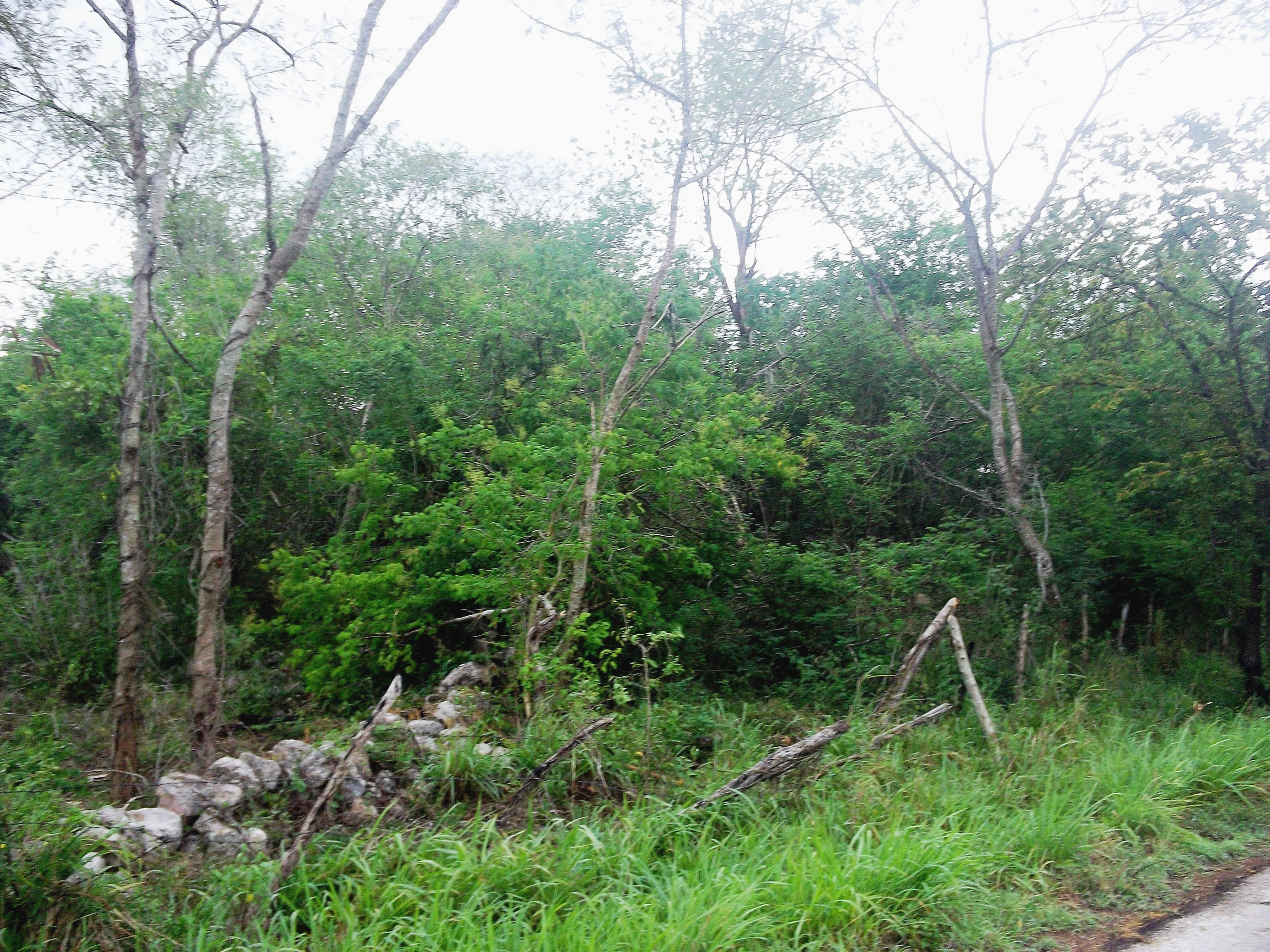
Hacienda de San Antonio Puhá.
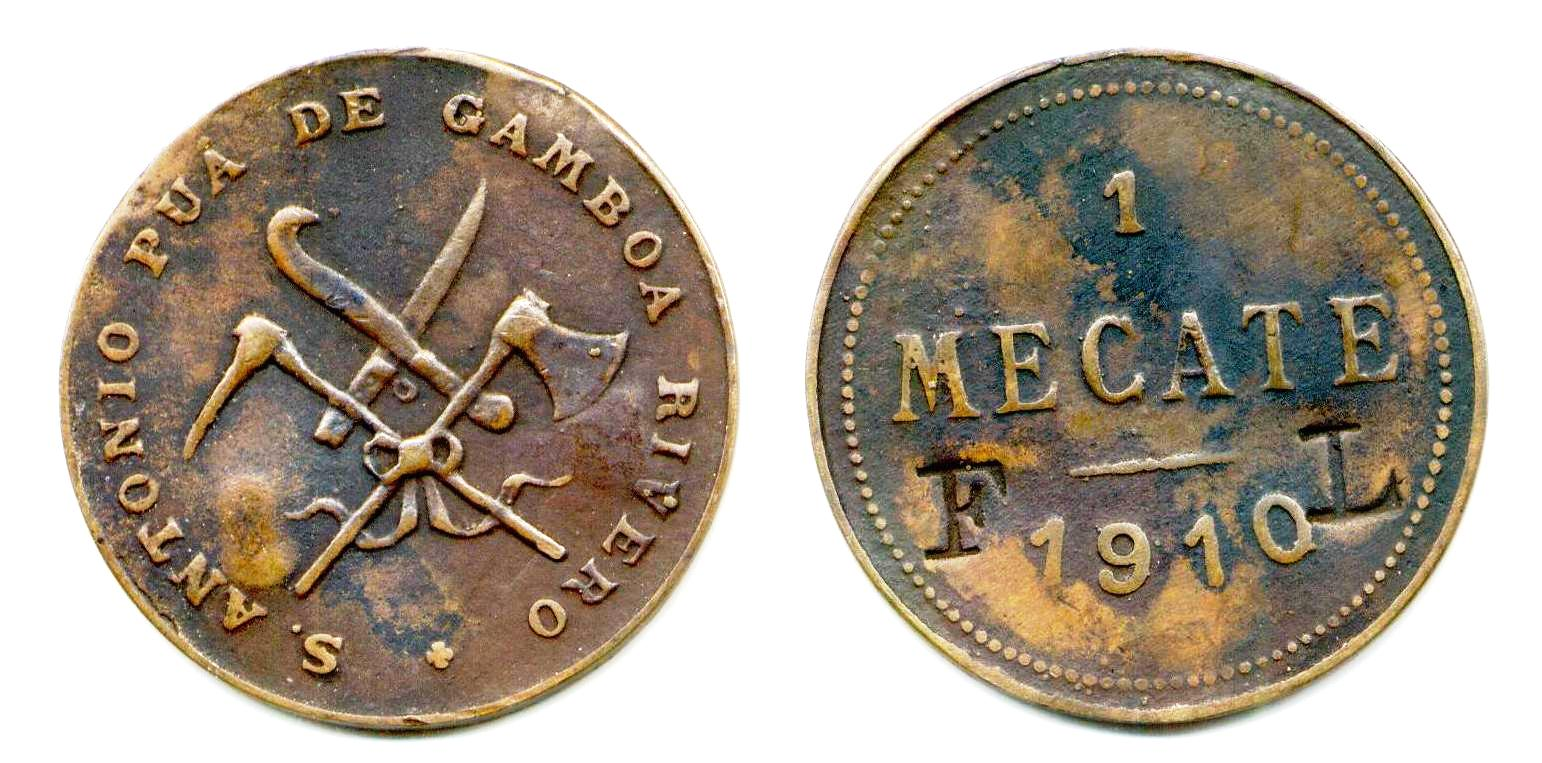
Ficha de hacienda por 1 mecate de chapeo.